# Shama à queue rousse
Copsychus pyrropygus
Espèce
Statut de conservation UICN

 NT  : Quasi menacé
Le Shama à queue rousse (Copsychus pyrropygus, anciennement Trichixos pyrropygus) est une espèce de passereaux appartenant à la famille des Muscicapidae.

## Répartition
Cet oiseau vit à Brunei, en Indonésie, en Malaisie et en Thaïlande.

## Habitat
Il vit dans les forêts humides tropicales et subtropicales en plaine et les marais.
Il est menacé par la perte de son habitat.

## Taxonomie
S'appuyant sur diverses études phylogéniques, le Congrès ornithologique international (classification version 4.1, 2014) déplace cette espèce, alors placée dans le genre monotypique Trichixos Lesson, 1839, dans le genre Copsychus.
synonymes
- Trichixos pyrropyga
- Trichixos pyrropygus